# Vrickborr

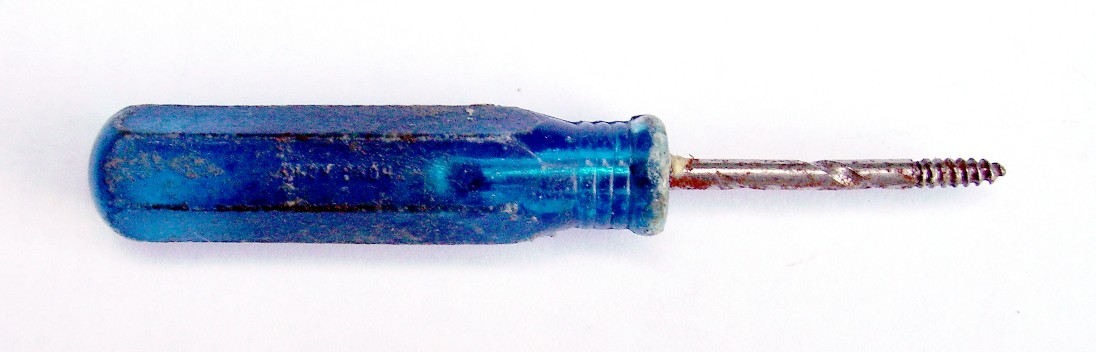
Modern vrickborr med plastgrepp.

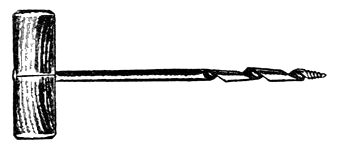
Vrickborr ur nordisk familjebok.

Vrickborr, vridborr, vredborr med flera (fornnordiska: þvari, arkaisk nusvenska: ”tväre”) är en liten handdriven borr med handtag direkt anbragt vinkelrätt mot borren. Borren drivs av att handleden vrickas (vrids) med borren tryckt mot en yta likt en skruvmejsel.
Borrspetsen är främst en så kallad snäckborr, en spetsig underskuren klen spiralborr som efterliknar ett snäckskal, men varianter med andra borrskaft förekommer även.

## Typexempel

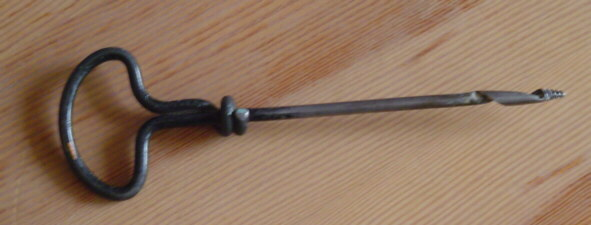
Äldre vrickborr med snäckborrskaft och smitt tvärgående grepp.
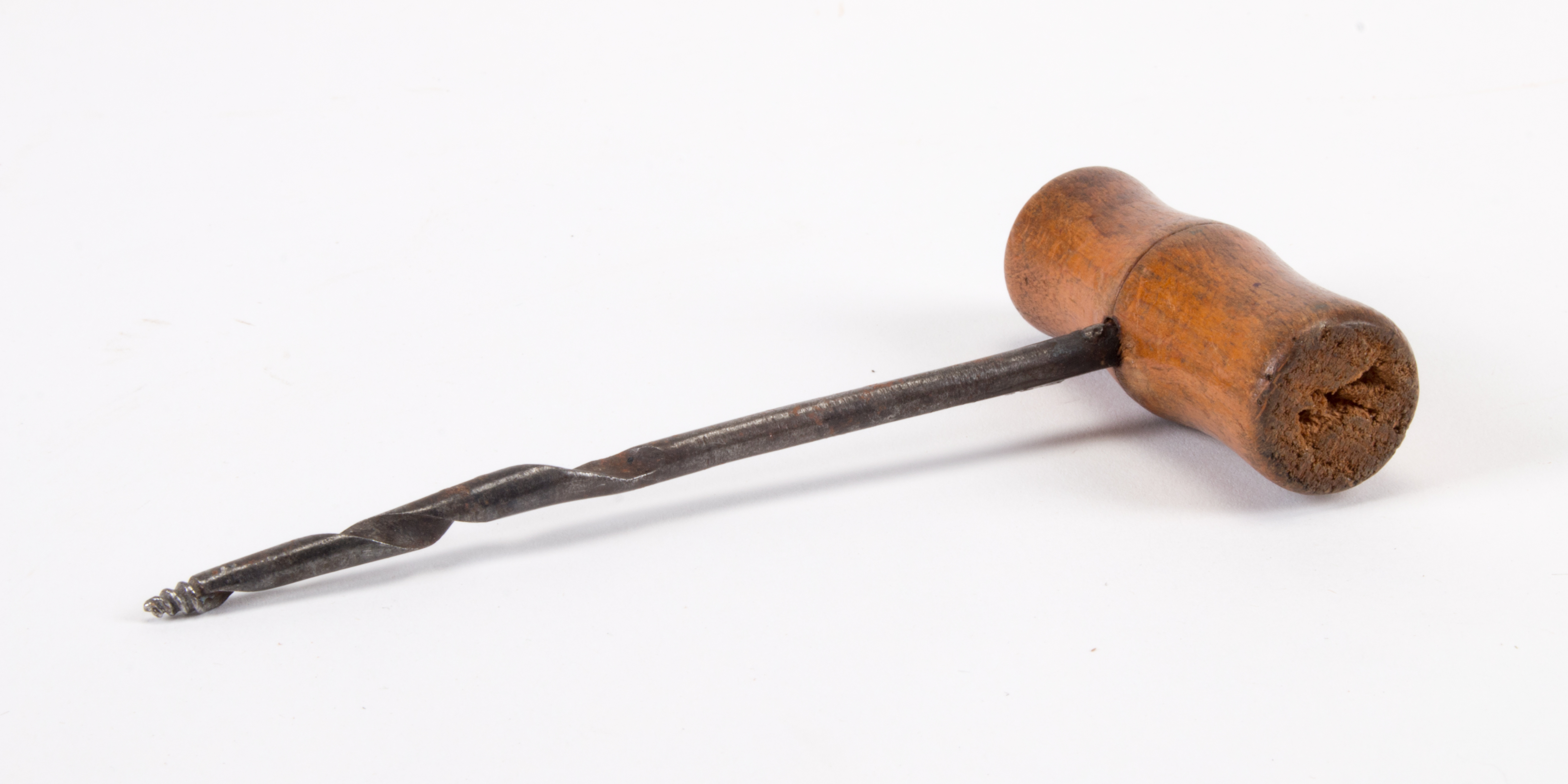
Äldre vrickborr med snäckborrskaft och tvärgående trägrepp.
Äldre vrickborr med plattborrskaft och längsgående trägrepp.

## Synonymer
Verktyget har flera synonymer som är tvetydiga. Några exempel är:
- handborr – efter borrens hantering
- fretborr (jämför tyska: frettbohrer, ”vridborr”?) – enligt SAOB en snäckborr med förlängbart skaft[5]
- snäckborr (jämför tyska: Schneckenbohrer) – efter borrspetsens likhet till ett ”snäckskals spetsiga form och spiralmönster”[6]
- spetsborr (jämför tyska: Spitzbohrer) – efter borrens spetsformiga udd[7]
- spikborr (fornsvenska: spikbor, jämför norska: spikerbor, tyska: nagelbohrer) – efter borrens bruk för förborrning av spikhål och dylikt[8]
- svickborr – av bruket att göra svickhål (tappningshål)[9][10]

## Jämför
- Korkskruv
- Navare